# Аничково (Рязанская область)
А́ничково — опустевшая деревня в Клепиковском районе Рязанской области России. Входит в состав Бусаевского сельского поселения.

## География
Находится в северной части Рязанской области на расстоянии приблизительно 16 км на юго-восток по прямой от районного центра города Спас-Клепики.

## История
В 1859 году здесь (тогда деревня Рязанского уезда Рязанской губернии) было учтено 4 двора, в 1897 — 15.

## Население
Численность населения: 61 человек (1859 год), 101 (1897), 0 в 2002 году, 0 в 2010.